# Superserien för herrar 2018
Superserien 2018 var Sveriges högsta division i amerikansk fotboll för herrar säsongen 2018. Serien spelades 6 april–16 juni och vanns av Carlstad Crusaders. Den minskades med ett lag jämfört med föregående säsong. Limhamn Griffins och Tyresö Royal Crowns, som var kvalificerade, valde att dra sig ur. Göteborg Marvels flyttades upp från division 1. Lagen möttes i dubbelmöten hemma och borta. Vinst gav 2 poäng, oavgjort 1 poäng och förlust 0 poäng.
De fyra bäst placerade lagen gick vidare till slutspel. SM-slutspelet spelades 30 juni–7 juli och vanns av Stockholm Mean Machines.

## Tabell
| Nr | Lag                          | S | V | O | F | V%    | GP  | IP  | PS   | P  |
| -- | ---------------------------- | - | - | - | - | ----- | --- | --- | ---- | -- |
| 1  | Carlstad Crusaders (RL) (RM) | 8 | 8 | 0 | 0 | 1,000 | 401 | 166 | +235 | 16 |
| 2  | Örebro Black Knights         | 8 | 4 | 0 | 4 | 0,500 | 232 | 263 | −31  | 8  |
| 3  | Stockholm Mean Machines      | 8 | 4 | 0 | 4 | 0,500 | 238 | 245 | −7   | 8  |
| 4  | Uppsala 86ers                | 8 | 2 | 0 | 6 | 0,250 | 117 | 222 | −105 | 4  |
| 5  | Göteborg Marvels (U)         | 8 | 2 | 0 | 6 | 0,250 | 183 | 275 | −92  | 4  |

Färgkoder:
|      | – Kvalificerad för mästerskapsslutspel |
| (RL) | – Regerande ligamästare (seriesegrare) |
| (RM) | – Regerande svenska mästare            |
| (U)  | – Uppflyttad från division 1           |

## Matchresultat
| Hemma \ Borta           | CC      | GM      | SMM     | U86     | ÖBK     |
| Carlstad Crusaders      | —       | 51 – 20 | 41 – 20 | 42 – 0  | 64 – 25 |
| Göteborg Marvels        | 21 – 56 | —       | 27 – 45 | 18 – 28 | 27 – 31 |
| Stockholm Mean Machines | 28 – 56 | 30 – 22 | —       | 37 – 17 | 35 – 40 |
| Uppsala 86ers           | 20 – 52 | 7 – 8   | 13 – 17 | —       | 26 – 12 |
| Örebro Black Knights    | 32 – 39 | 27 – 40 | 29 – 26 | 36 – 6  | —       |

## Slutspel

### Semifinaler
|       | 30 juni 2018 | Carlstad Crusaders | 50 – 43                | Uppsala 86ers | Tingvalla IP |             |
| 13:00 | 13:00        |                    | (21 – 21) Matchrapport |               | Publik: 848  | Publik: 848 |
| 13:00 | 13:00        |                    |                        |               | Publik: 848  | Publik: 848 |
| 13:00 | 13:00        |                    |                        |               | Publik: 848  | Publik: 848 |

|       | 1 juli 2018 | Örebro Black Knights | 14 – 35   | Stockholm Mean Machines | Kumla IP |  |
| 12:00 | 12:00       |                      | (14 – 14) |                         |          |  |
| 12:00 | 12:00       |                      |           |                         |          |  |
| 12:00 | 12:00       |                      |           |                         |          |  |

### SM-final
|       | 7 juli 2018 | Carlstad Crusaders | 41 – 42                | Stockholm Mean Machines | Stockholms stadion           |                              |
| 13:00 | 13:00       |                    | (21 – 14) Matchrapport |                         | Publik: 3 000 Domare: J Kaya | Publik: 3 000 Domare: J Kaya |
| 13:00 | 13:00       |                    |                        |                         | Publik: 3 000 Domare: J Kaya | Publik: 3 000 Domare: J Kaya |
| 13:00 | 13:00       |                    |                        |                         | Publik: 3 000 Domare: J Kaya | Publik: 3 000 Domare: J Kaya |